# Śniegowiec

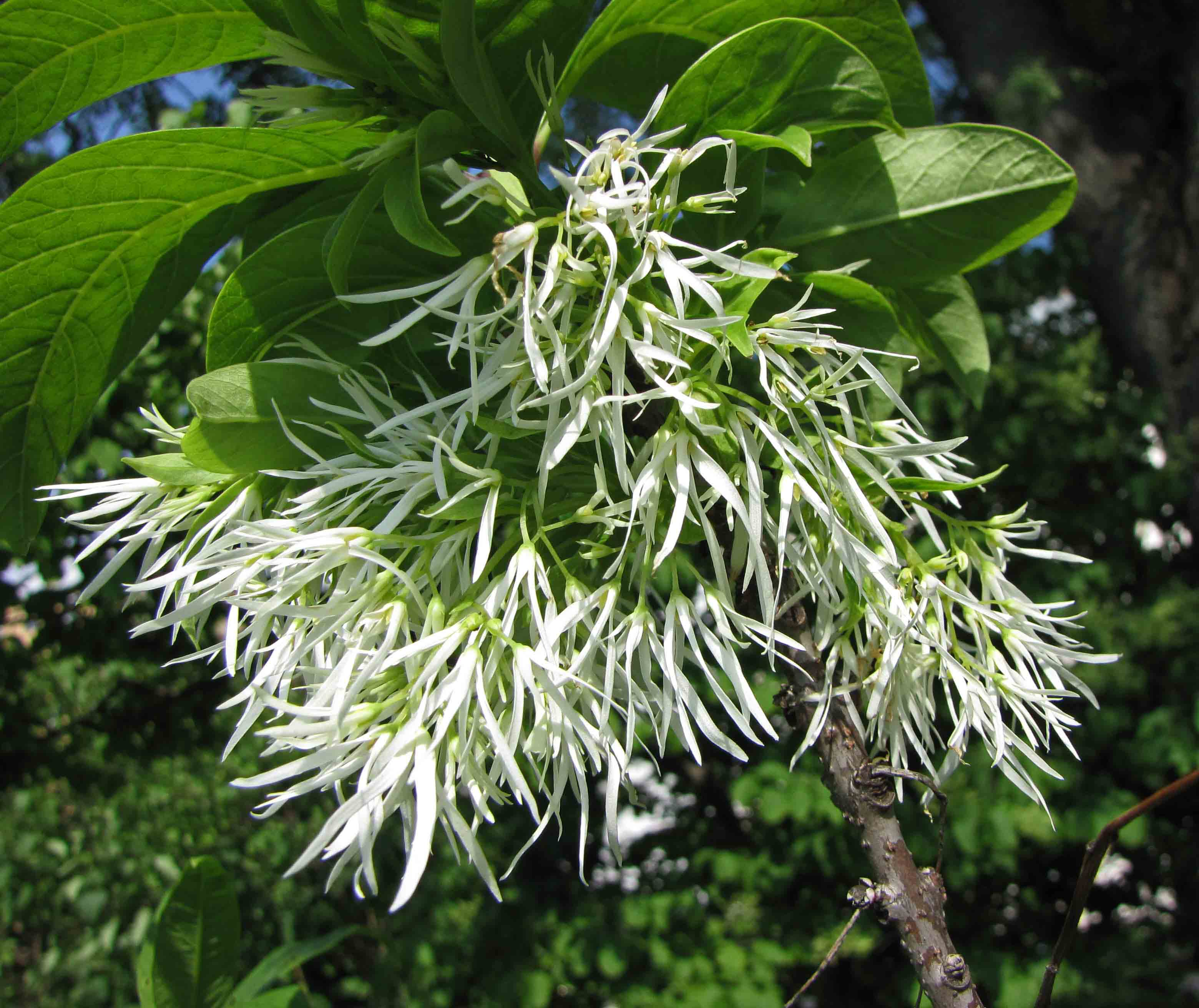
Kwiaty śniegowca wirginijskiego

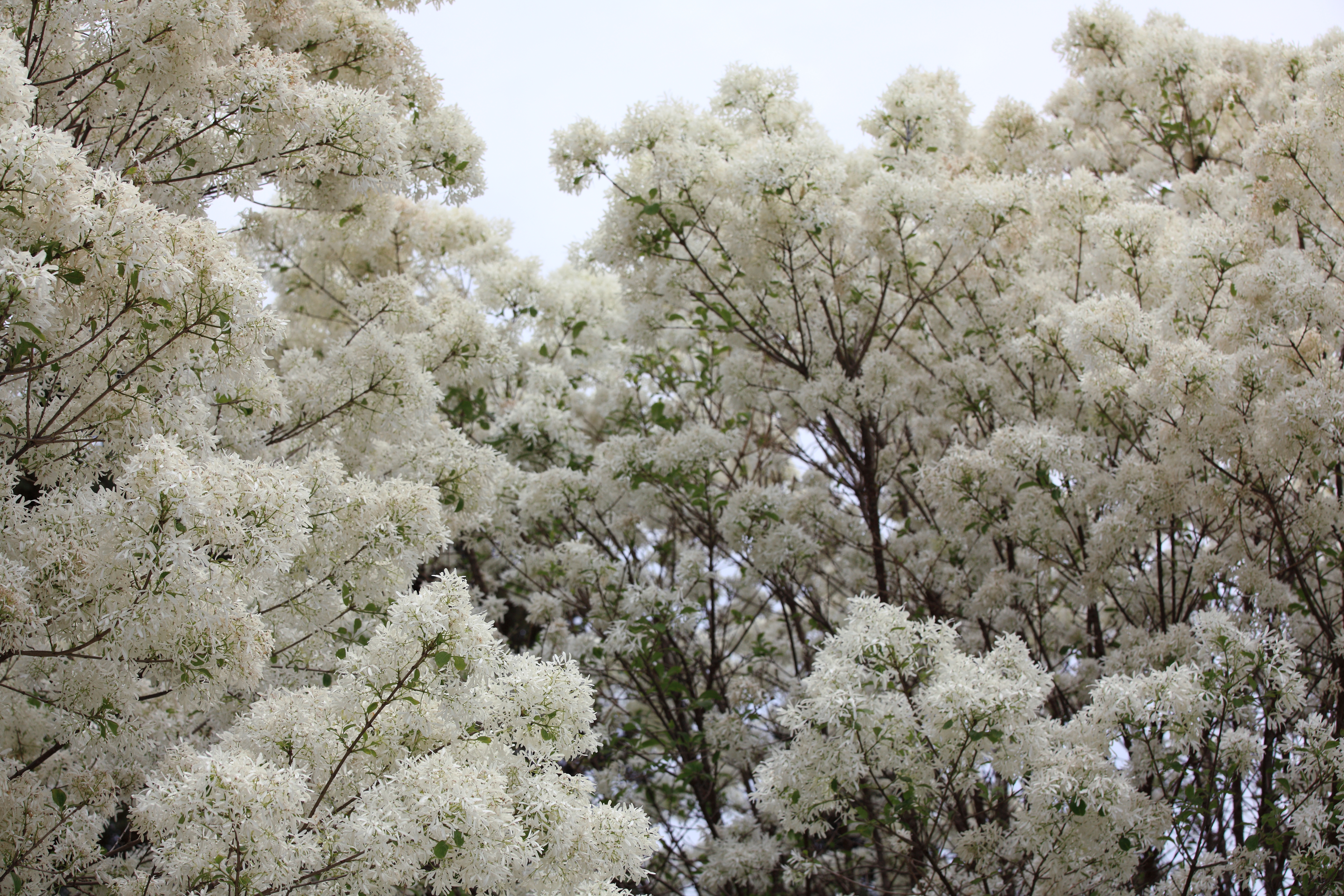
Kwitnący śniegowiec chiński

Śniegowiec (Chionanthus) – rodzaj roślin należący do rodziny oliwkowatych. Obejmuje 140 gatunków. W większości rośliny te występują w strefie międzyzwrotnikowej na obu kontynentach amerykańskich oraz w Azji od Cejlonu, Indii i rejonu Himalajów na wschód po wyspy zachodniej Oceanii i północną Australię. W północnej strefie umiarkowanej rosną dwa gatunki – we wschodniej części Stanów Zjednoczonych śniegowiec wirginijski Ch. virginicus, a we wschodniej Azji śniegowiec chiński Ch. retusus. Rośliny te rosną w różnego rodzaju formacjach leśnych, ich kwiaty zapylane są przez owady.
Oba gatunki strefy umiarkowanej są w niej uprawiane jako ozdobne, okazałe krzewy o obfitym kwitnieniu (aczkolwiek wymagają dla intensywnego kwitnienia gorącego lata i chłodnej zimy). Kora śniegowca wirginijskiego wykorzystywana jest także jako surowiec leczniczy.

## Morfologia

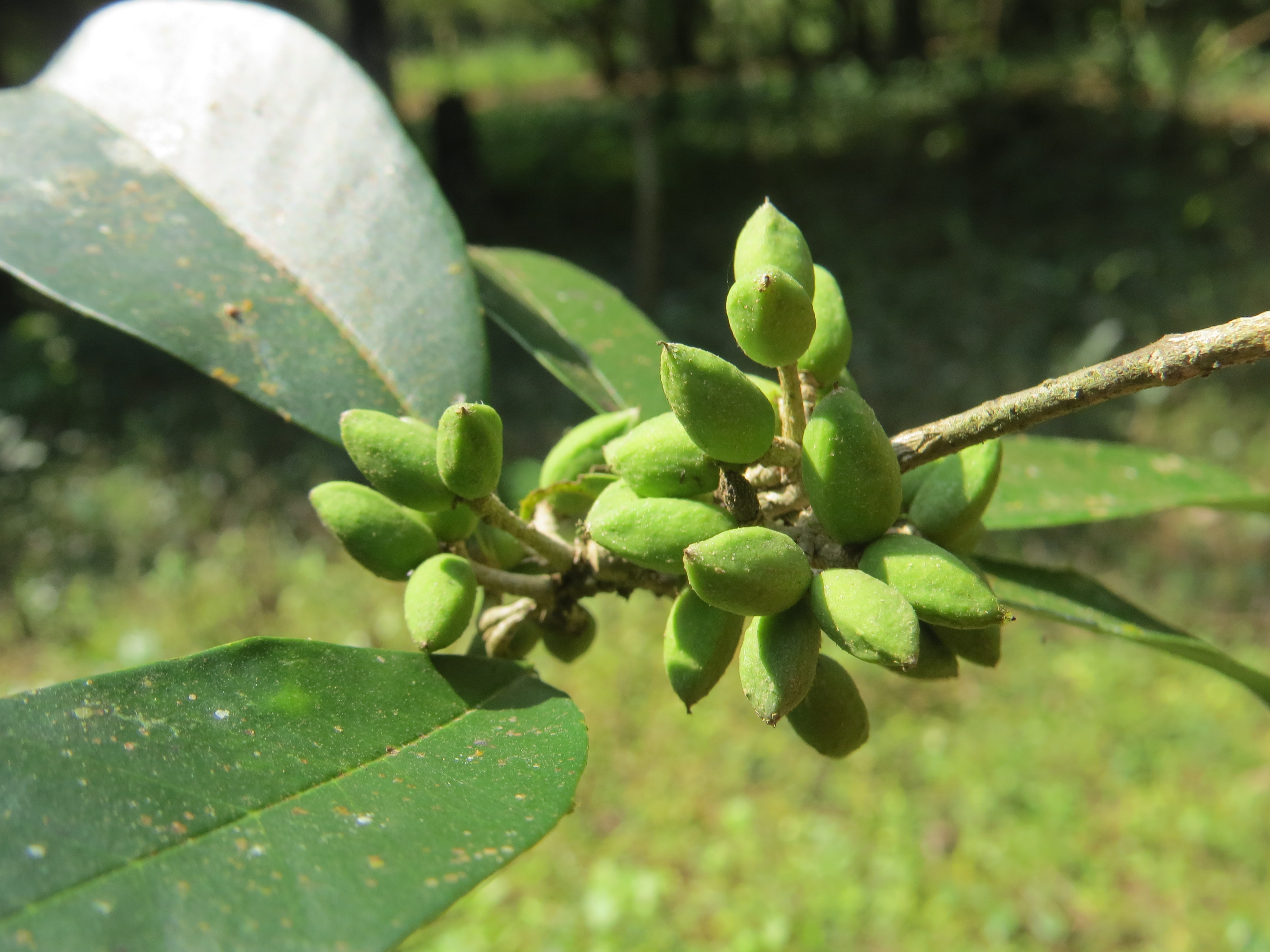
Owoce Chionanthus mala-elengi

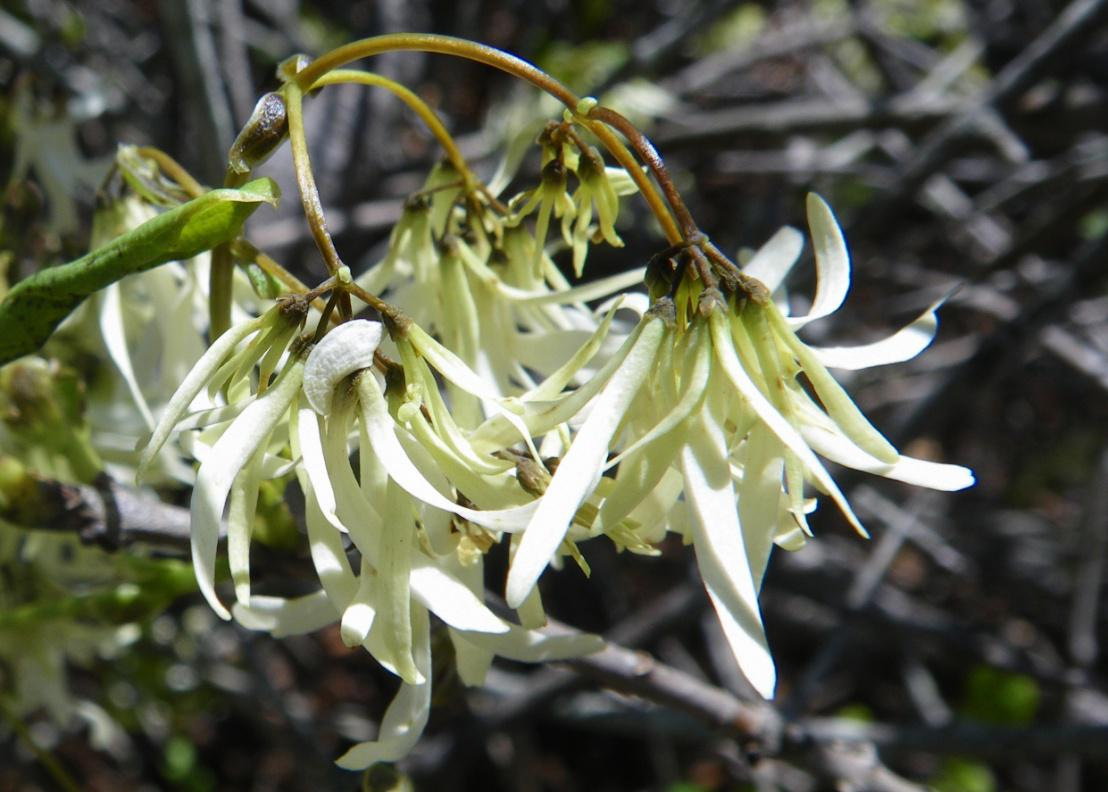
Kwiaty Chionanthus pygmaeus

PokrójKrzewy i drzewa osiągające ok. 10 m wysokości.
LiścieZimozielone lub sezonowe (u gatunków strefy umiarkowanej), naprzeciwległe, ogonkowe, jajowate, zaostrzone na wierzchołku, całobrzegie.
KwiatyObupłciowe, zebrane w wyrastające w kątach liści, rzadziej szczytowo wiechy, rzadziej: grona, baldachy, główki lub pęczki. Kielich drobny, składa się z 4 działek zrośniętych u nasady. Płatki korony są cztery, u nasady są zrośnięte w bardzo krótką rurkę, łatki są wąskie i długie, białe, czasem żółte. Pręciki są dwa osadzone na krótkich nitkach ledwo wystają zwykle z rurki korony. Ich pylniki są eliptyczne. Zalążnia jest górna i dwukomorowa, w każdej komorze rozwijają się dwa zalążki. Szyjka słupka jest krótka, zakończona całobrzegim lub dwudzielnym znamieniem.
OwocePestkowce ze zwykle pojedynczym nasionem okrytym twardym endokarpem.

## Systematyka
Pozycja systematyczna
Rodzaj z rodziny oliwkowatych (Oleaceae), a w jej obrębie z plemienia Oleeae.
Wykaz gatunków
- Chionanthus abriaquiensis Fern.Alonso & Cogollo
- Chionanthus acuminatissimus (Merr.) Kiew ex de Juana
- Chionanthus acunae (Borhidi & O.Muñiz) Borhidi
- Chionanthus adamsii Stearn
- Chionanthus albidiflorus Thwaites
- Chionanthus amblirrhinus P.S.Green
- Chionanthus avilensis (Steyerm.) P.S.Green
- Chionanthus axillaris R.Br.
- Chionanthus axilliflorus (Griseb.) Stearn
- Chionanthus bakeri (Urb.) Stearn
- Chionanthus balgooyanus Kiew
- Chionanthus beccarii (Stapf) Kiew
- Chionanthus brachystachys (Schltr.) P.S.Green
- Chionanthus brassii (Kobuski) Kiew
- Chionanthus bumelioides (Griseb.) Stearn
- Chionanthus callophylloides Kiew
- Chionanthus callophyllus Blume
- Chionanthus caudifolius (Ridl.) Kiew
- Chionanthus caymanensis Stearn
- Chionanthus celebicus Koord.
- Chionanthus chrysopetalus Cornejo ex Lombardi
- Chionanthus clementis (Quisumb. & Merr.) Kiew
- Chionanthus colonchensis Cornejo & Bonifaz
- Chionanthus compactus Sw.
- Chionanthus cordulatus Koord.
- Chionanthus coriaceus (S.Vidal) Yuen P.Yang & S.Y.Lu
- Chionanthus courtallensis Bedd.
- Chionanthus crassifolius (Mart.) P.S.Green
- Chionanthus crispus Kiew
- Chionanthus curvicarpus Kiew
- Chionanthus cuspidatus Blume
- Chionanthus decipiens P.S.Green
- Chionanthus densiflorus Zoll. & Moritzi
- Chionanthus dictyophyllus (Urb.) Stearn
- Chionanthus diversifolius Miq.
- Chionanthus domingensis Lam.
- Chionanthus dussii (Krug & Urb.) Stearn
- Chionanthus ellipticus Blume
- Chionanthus enerve (Steenis) Kiew
- Chionanthus eriorachis (Kerr) P.S.Green
- Chionanthus evenius (Stapf) Kiew
- Chionanthus ferrugineus (Gilg) P.S.Green
- Chionanthus filiformis (Vell.) P.S.Green
- Chionanthus fluminensis (Miers) P.S.Green
- Chionanthus gardneriorum Kiew
- Chionanthus gigas (Lingelsh.) Kiew
- Chionanthus globosus (Kiew) Kiew
- Chionanthus glomeratus Blume
- Chionanthus grandifolius (Elmer) Kiew
- Chionanthus greenii Lombardi
- Chionanthus guangxiensis B.M.Miao
- Chionanthus guianensis (Aubl.) Pers.
- Chionanthus hahlii (Rech.) Kiew
- Chionanthus hainanensis (Merr. & Chun) B.M.Miao
- Chionanthus harmandii (Gagnep.) de Juana
- Chionanthus havilandii Kiew
- Chionanthus henryae H.L.Li
- Chionanthus henryanus P.S.Green
- Chionanthus holdridgii (Camp & Monach.) Stearn
- Chionanthus implicatus (Rusby) P.S.Green
- Chionanthus jamaicensis (Urb.) Stearn
- Chionanthus kajewskii (Sleumer) Kiew
- Chionanthus kinabaluensis Kiew
- Chionanthus kostermansii Kiew
- Chionanthus lancifolius (Ridl.) Kiew
- Chionanthus leopoldii Kiew
- Chionanthus ligustrinus (Sw.) Pers.
- Chionanthus littoreus Miq.
- Chionanthus longiflorus (H.L.Li) B.M.Miao
- Chionanthus longipetalus (Merr.) Kiew
- Chionanthus lucens Kiew
- Chionanthus luzonicus Blume
- Chionanthus macrobotrys (Merr.) Kiew
- Chionanthus macrocarpus Blume
- Chionanthus macrothyrsus (Merr.) Soejarto & P.K.Lôc
- Chionanthus mala-elengi (Dennst.) P.S.Green
- Chionanthus maxwellii P.S.Green
- Chionanthus megistocarpus Fern.Alonso & Cogollo
- Chionanthus micranthus (Mart.) Lozano & Fuertes
- Chionanthus microbotrys (Kerr) P.S.Green
- Chionanthus microstigma (Gagnep.) P.S.Green
- Chionanthus minutiflorus Kurz
- Chionanthus montanus Blume
- Chionanthus nitens Koord. & Valeton
- Chionanthus nitidus (Merr.) Kiew
- Chionanthus oblanceolatus (B.L.Rob.) P.S.Green
- Chionanthus oblongifolius Koord. & Valeton
- Chionanthus oliganthus (Merr.) Kiew
- Chionanthus pachyphyllus (Merr.) Kiew
- Chionanthus palustris Kiew
- Chionanthus panamensis (Standl.) Stearn
- Chionanthus parkinsonii (Hutch.) Bennet & Raizada
- Chionanthus parviflorus Cornejo, Lombardi & W.W.Thomas
- Chionanthus pedunculatus P.S.Green
- Chionanthus plurifloroides Kiew
- Chionanthus pluriflorus (Knobl.) Kiew
- Chionanthus polycephalus Kiew
- Chionanthus polygamus (Roxb.) Kiew
- Chionanthus porcatus Kiew
- Chionanthus proctorii Stearn
- Chionanthus pubescens Kunth
- Chionanthus pubicalyx (Ridl.) Kiew
- Chionanthus purpureus Lam.
- Chionanthus pygmaeus Small
- Chionanthus pyriformis Kiew
- Chionanthus quadristamineus F.Muell.
- Chionanthus ramiflorus Roxb.
- Chionanthus remotinervius (Merr.) Kiew
- Chionanthus retusus Lindl. & Paxton  – śniegowiec chiński
- Chionanthus riparius (Lingelsh.) Kiew
- Chionanthus robinsonii (Gagnep.) B.H.Quang
- Chionanthus rostratus (Teijsm. & Binn.) Miq.
- Chionanthus rugosus Kiew
- Chionanthus rupicola (Lingelsh.) Kiew
- Chionanthus sabahensis Kiew
- Chionanthus salicifolius (Lingelsh.) Kiew
- Chionanthus sessiliflorus (Hemsl.) Kiew
- Chionanthus sleumeri (C.T.White) Stearn
- Chionanthus sordidus Kiew
- Chionanthus spicatus Blume
- Chionanthus spicifer (Ridl.) Kiew
- Chionanthus stenurus (Merr.) Kiew
- Chionanthus subcapitatus (Merr.) B.H.Quang
- Chionanthus subsessilis (Eichler) P.S.Green
- Chionanthus sulawesicus Kiew
- Chionanthus sumatranus Blume
- Chionanthus sutepensis (Kerr) P.S.Green
- Chionanthus tenuis P.S.Green
- Chionanthus thorelii (Gagnep.) P.S.Green
- Chionanthus timorensis Blume
- Chionanthus trichotomus (Vell.) P.S.Green
- Chionanthus urbanii (Knobl.) Stearn
- Chionanthus vargasii Fern.Alonso & Cogollo
- Chionanthus velutinus (Kerr) P.S.Green
- Chionanthus verruculatus D.Fang
- Chionanthus virginicus L. – śniegowiec wirginijski
- Chionanthus vitiensis (Seem.) A.C.Sm.
- Chionanthus wurdackii B.Ståhl
- Chionanthus zeylanicus L.
- Chionanthus zollingerianus Koord. & Valeton